# Transposition Point
Der Transposition Point (von englisch transposition ‚Umstellung, Versatz, Verwerfung‘) ist eine Landspitze an der Küste des ostantarktischen Enderbylands. Sie besteht aus einer Reihe Felsvorsprüngen und liegt am westlichen Ende des Südufers der Khmara Bay.
Das Antarctic Names Committee of Australia benannte sie nach den hier zutage tretenden geologischen Verwerfungen.